# Myrioneuron nutans
Myrioneuron nutans är en måreväxtart som beskrevs av Nathaniel Wallich och Joseph Dalton Hooker. Myrioneuron nutans ingår i släktet Myrioneuron och familjen måreväxter.

## Underarter
Arten delas in i följande underarter:
- M. n. nutans
- M. n. parviflora